# Monasterio de Sucevița
El monasterio de Sucevița es un convento ortodoxo ubicado en la parte nororiental de Rumanía. Está situado cerca del río Suceviţa, en el pueblo de Sucevița, a 18 km de la ciudad de Rădăuţi, distrito de Suceava. Fue construido en 1585 por Ieremia Movilă, Gheorghe Movilă y Simion Movilă. Se tiene el dato regirtrado por Victor Barbescu que la iglesia fue pintada por los monjes Ion y Sofronie y su taller. vale la pena mencionar que reconocer autorías de pinturas en el mondo ortodoxo no es común.
La arquitectura de la iglesia contiene elementos bizantinos y góticos y algunos elementos típicos de otras iglesias pintadas del norte de Moldavia. Tanto los muros interiores como exteriores están cubiertos por pinturas murales, de gran valor artístico y que describen episodios bíblicos del Antiguo Testamento y del Nuevo Testamento. Las pinturas datan de alrededor de 1601, que convierten a Sucevița en uno de los últimos monasterios en ser decorados en el famosos estilo moldavo de pinturas exteriores.
El patio interior del monasterio es casi cuadrado (100 por 104 metros) y está rodeado por murallas altas (6 m) y anchas (3 m). Hay muchas otras estructuras defensivas dentro del monumento, incluyendo cuatro torres (una en cada esquina). Sucevița fue una residencia lujosa así como un monasterio fortalecido. Las anchas murallas hoy albergan un museo que presenta una colección excepcional de objetos de arte históricos. Los tapices de la tumba de Ieremia y Simion Movilă, los retratos bordados en hilo de plata, junto con vajilla de plata eclesiástica, libros y manuscritos ilustrados, ofrecen gran testimonio de la importancia que tuvo Sucevița primero como taller de manuscritos, más tarde como lugar de imprensión.
En 2010, la iglesia del monasterio fue inscrito por la Unesco en su lista de Sitios de Patrimonio Mundial, como una de las iglesias pintadas de Moldavia (598bis-008).

## Entierros
- Ieremia Movilă

## Galería

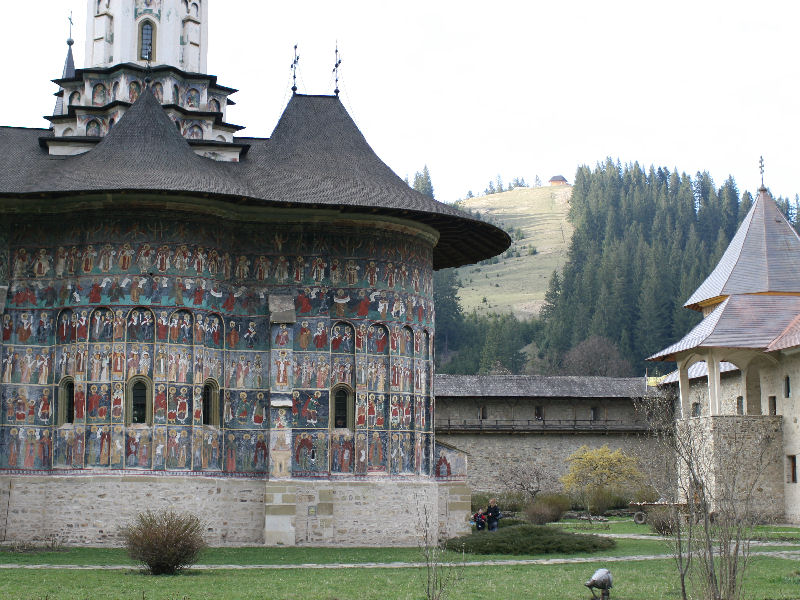
Vista del conjunto, con la muralla al fondo
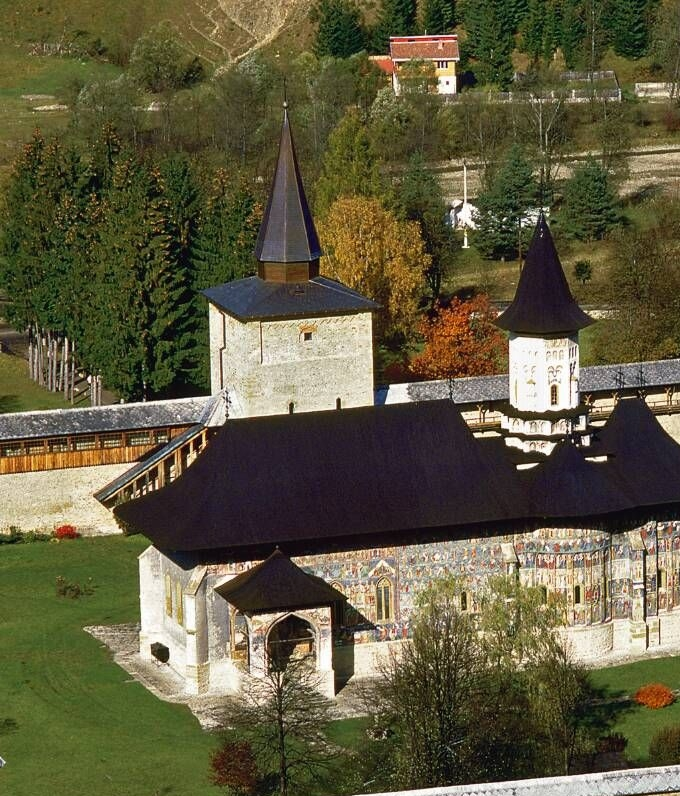
Ángulo diferente
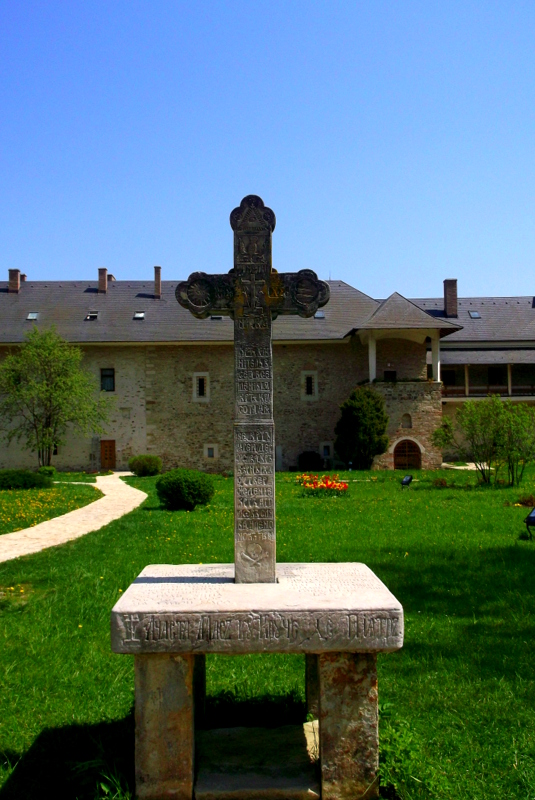
Cruz en el patio del monasterio
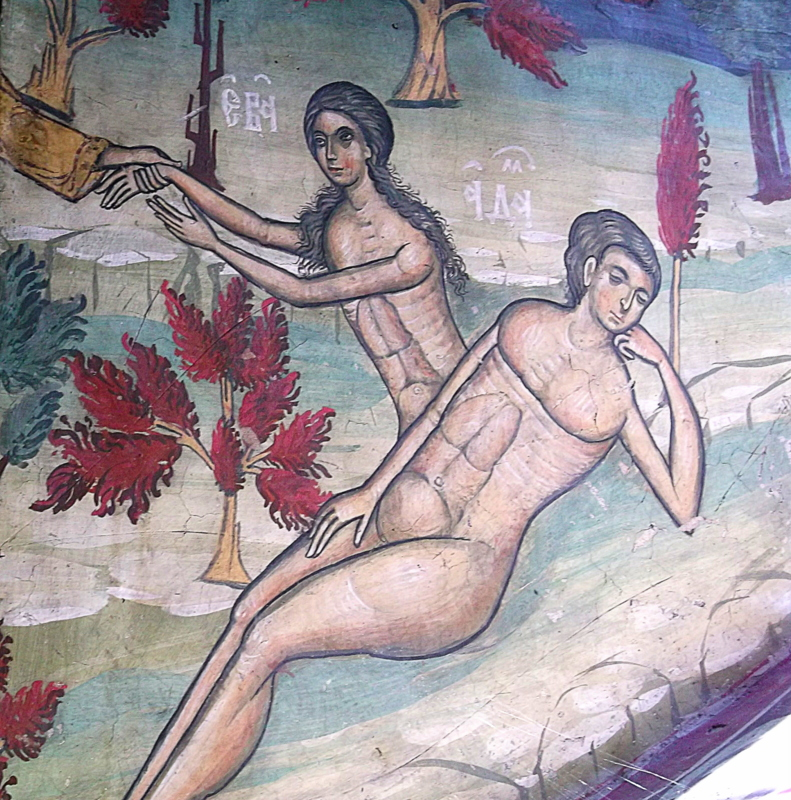
Fresco
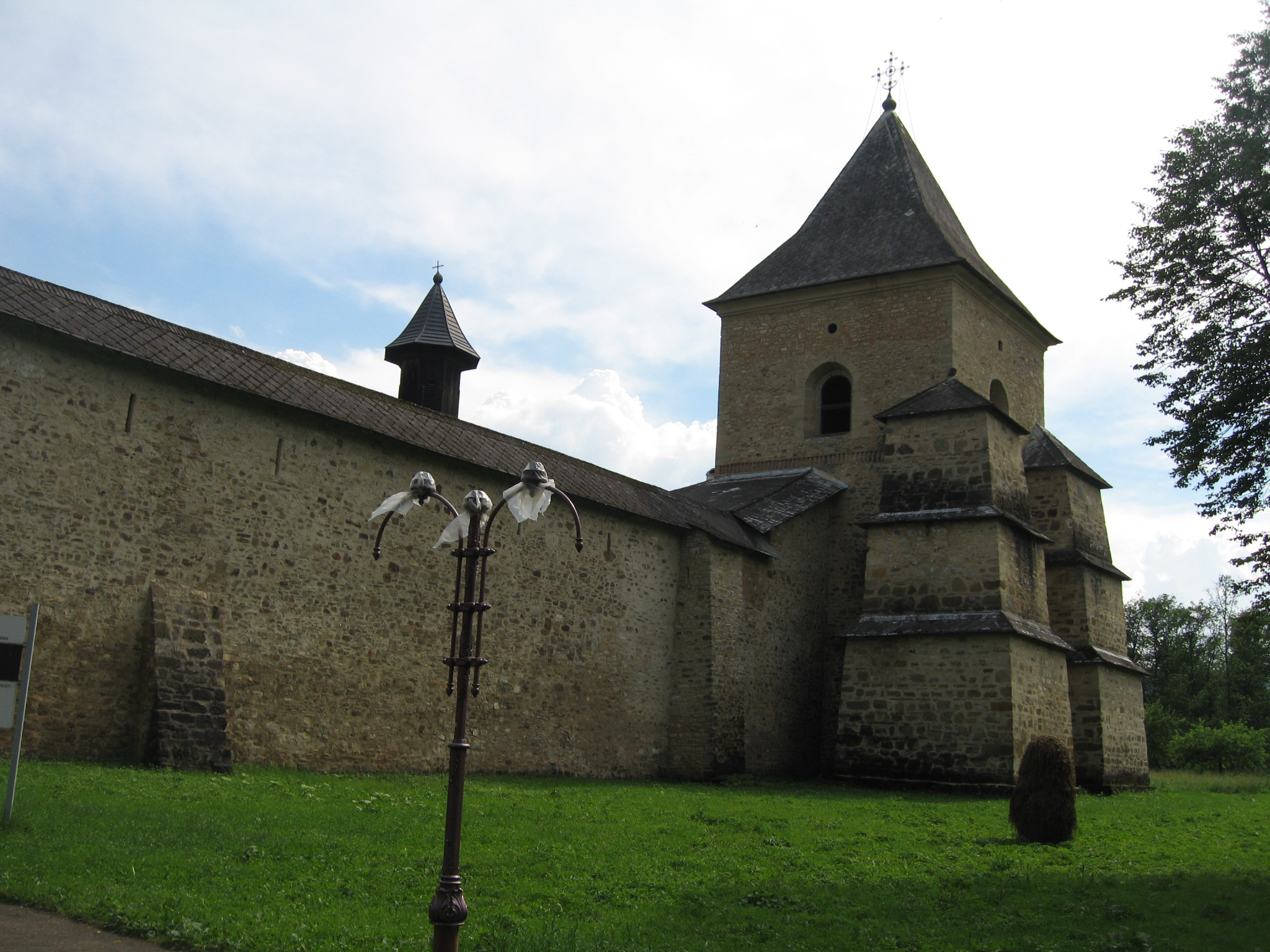
Una de las cuatro torres
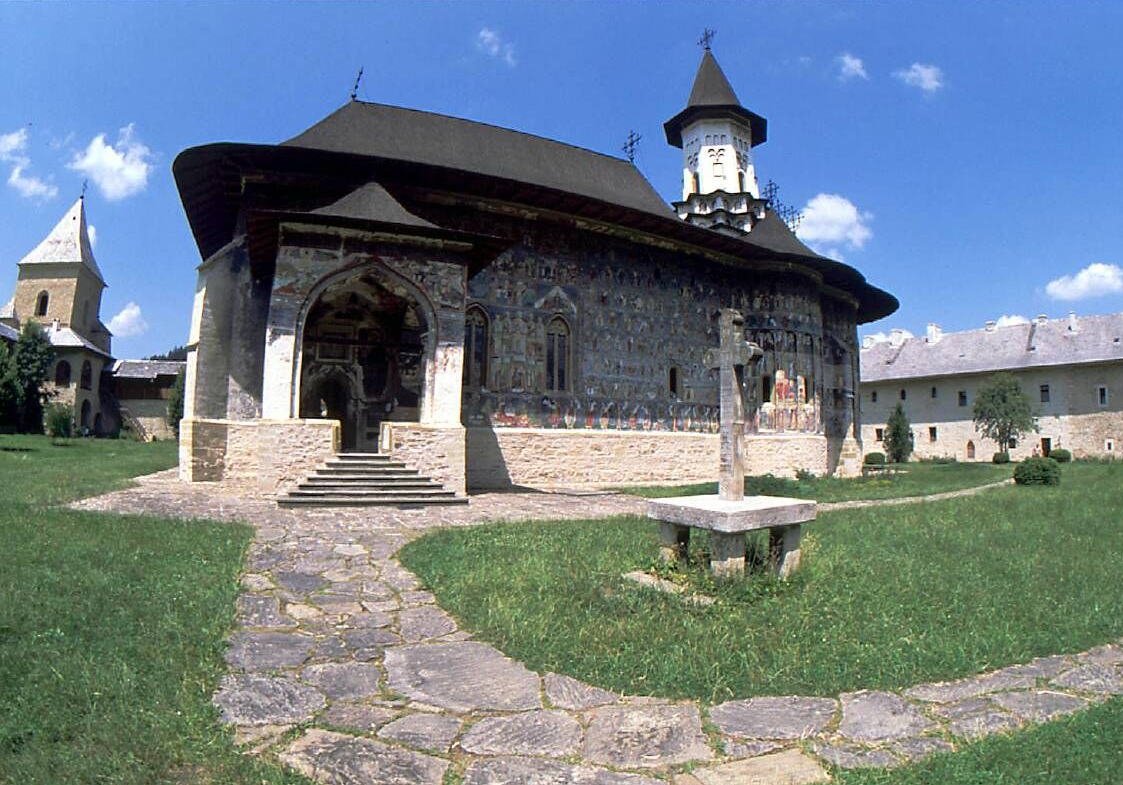
Entrada